# Квантова оптика
Квантова оптика се нарича разделът от оптиката, изучаващ явления, в които се проявяват квантовите свойства на светлината. Такива явления са например: топлинното излъчване, фотоелектрическият ефект, ефектът на Комптън, ефектът на Раман, фотохимичните процеси, стимулираното излъчване (и съответно физиката на лазерите) и др.
Квантовата оптика е по-обща теория от класическата оптика. Основният проблем, с чието решаване се занимава, е описание на взаимодействието на светлината с веществото с отчитане на квантовата природа на обектите, а също така и описание на разпространението на светлината в специфични условия. За да стане възможно решаването на тези задачи е необходима да бъдат описани от квантова гледна точка и веществото (средата на разпространение, включително вакуум), и светлината. За по-просто често се прибягва до следните методи: единият компонент на системата (светлината или веществото) се описва като класически обект. Например често при пресмятанията, свързани лазерните среди се квантува само състоянието на активната среда, а резонаторът се счита за класически. В случай обаче, че дължината на резонатора е от порядъка на дължината на вълната, то той вече не може да се приеме за класически и поведението на атома във възбудено състояние, поставен в такъв резонатор, ще е много по-сложно.
От 50-те до 70-те години на XX век квантова електроника се нарича раздел от физиката изучаващ взаимодействието на електроните с веществата чрез отчитане на квантово-механичните свойства на електроните.  Днес той рядко се разглежда като самостоятелна подобласт.